# Wólka Ponikiewska
Wólka Ponikiewska – wieś w Polsce położona w województwie lubelskim, w powiecie lubelskim, w gminie Zakrzew. Leży nad Porem
Wieś stanowi sołectwo gminy Zakrzew. Według Narodowego Spisu Powszechnego z roku 2011 wieś liczyła 167 mieszkańców.

W latach 1975–1998 miejscowość administracyjnie należała do województwa zamojskiego.